# Pinkenkogel
Pinkenkogel är en bergstopp i Österrike.   Den ligger i distriktet Neunkirchen och förbundslandet Niederösterreich, i den östra delen av landet, 70 km sydväst om huvudstaden Wien. Toppen på Pinkenkogel är 801 meter över havet.
Terrängen runt Pinkenkogel är kuperad åt sydost, men åt nordväst är den bergig. Närmaste större samhälle är Gloggnitz, 9,5 km öster om Pinkenkogel. 
I omgivningarna runt Pinkenkogel växer i huvudsak blandskog. Runt Pinkenkogel är det ganska tätbefolkat, med 75 invånare per kvadratkilometer.